# 松本市立本郷小学校
松本市立本郷小学校（まつもとしりつ ほんごうしょうがっこう）は、長野県松本市浅間温泉にある市立小学校。

## 地理
- JR松本駅から、女鳥羽川沿いに約1時間歩くと途中、標高658mに位置し、松本市街を一望できるところに位置する。

## 児童数
- 316人(令和3年度現在）

## 教育目標
「なかよく つよく おおらかに」

## 通学区域
- 三才山、稲倉、洞、原、水汲、浅間温泉第1から第8、南浅間、大村北、大村中、大村南[1]

## 進学先中学校
- 松本市立女鳥羽中学校[1]